# Four Broncos Memorial Trophy
Four Broncos Memorial Trophy, eller WHL Player of the Year, är ett pris som delas ut till årets spelare i WHL. Priset är uppkallat efter de fyra talangerna i Swift Current Broncos - Trent Kresse, Scott Kruger, Chris Mantyka och Brent Ruff - som dog i en bussolycka nyårshelgen 1986. Genom åren har många framtida NHL-stjärnor belönats med Four Broncos Memorial Trophy  - däribland Bobby Clarke, Bryan Trottier, Joe Sakic och Jarome Iginla. Vinnaren 1970–71, Ed Dyck, spelade för övrigt en säsong, 1975–76, i Sverige i Division 1-laget Bodens BK.

## Vinnare
| Säsong  | Spelare            | Lag                    |
| 2021-22 | Logan Stankoven    | Kamloops Blazers       |
| 2020-21 | Peyton Krebs       | Krebs                  |
| 2019-20 | Adam Beckman       | Beckman                |
| 2018-19 | Joachim Blichfeld  | Blichfeld              |
| 2017-18 | Carter Hart        | Hart                   |
| 2016-17 | Sam Steel          | Steel                  |
| 2015-16 | Dryden Hunt        | Hunt                   |
| 2014-15 | Oliver Bjorkstrand | Bjorkstrand            |
| 2013-14 | Sam Reinhart       | Reinhart               |
| 2012-13 | Adam Lowry         | Lowry                  |
| 2011–12 | Brendan Shinnimin  | Tri-City Americans     |
| 2010–11 | Darcy Kuemper      | Red Deer Rebels        |
| 2009–10 | Jordan Eberle      | Regina Pats            |
| 2008–09 | Brett Sonne        | Calgary Hitmen         |
| 2007–08 | Karl Alzner        | Calgary Hitmen         |
| 2006–07 | Kris Russell       | Medicine Hat Tigers    |
| 2005–06 | Justin Pogge       | Calgary Hitmen         |
| 2004–05 | Eric Fehr          | Brandon Wheat Kings    |
| 2003–04 | Cam Ward           | Red Deer Rebels        |
| 2002–03 | Josh Harding       | Regina Pats            |
| 2001–02 | Dan Hamhuis        | Prince George Cougars  |
| 2000–01 | Justin Mapletoft   | Red Deer Rebels        |
| 1999–00 | Brad Moran         | Calgary Hitmen         |
| 1998–99 | Cory Rudkowsky     | Seattle Thunderbirds   |
| 1997–98 | Sergei Varlamov    | Swift Current Broncos  |
| 1996–97 | Peter Schaefer     | Brandon Wheat Kings    |
| 1995–96 | Jarome Iginla      | Kamloops Blazers       |
| 1994–95 | Marty Murray       | Brandon Wheat Kings    |
| 1993–94 | Sonny Mignacca     | Medicine Hat Tigers    |
| 1992–93 | Jason Krywulak     | Swift Current Broncos  |
| 1991–92 | Steve Konowalchuk  | Portland Winter Hawks  |
| 1990–91 | Ray Whitney        | Spokane Chiefs         |
| 1989–90 | Glen Goodall       | Seattle Thunderbirds   |
| 1988–89 | Stu Barnes         | Tri-City Americans     |
| 1987–88 | Joe Sakic          | Swift Current Broncos  |
| 1986–87 | Rob Brown          | Kamloops Blazers       |
|         | Joe Sakic          | Swift Current Broncos  |
| 1985–86 | Rob Brown          | Kamloops Blazers       |
|         | Emanuel Viveiros   | Prince Albert Raiders  |
| 1984–85 | Cliff Ronning      | New Westminster Bruins |
| 1983–84 | Ray Ferraro        | Brandon Wheat Kings    |
| 1982–83 | Mike Vernon        | Calgary Wranglers      |
| 1981–82 | Mike Vernon        | Calgary Wranglers      |
| 1980–81 | Steve Tsujiura     | Medicine Hat Tigers    |
| 1979–80 | Doug Wickenheiser  | Regina Pats            |
| 1978–79 | Perry Turnbull     | Portland Winter Hawks  |
| 1977–78 | Ryan Walter        | Seattle Thunderbirds   |
| 1976–77 | Barry Beck         | New Westminster Bruins |
| 1975–76 | Bernie Federko     | Saskatoon Blades       |
| 1974–75 | Bryan Trottier     | Lethbridge Hurricanes  |
| 1973–74 | Ron Chipperfield   | Brandon Wheat Kings    |
| 1972–73 | Dennis Sobchuk     | Regina Pats            |
| 1971–72 | John Davidson      | Calgary Centennials    |
| 1970–71 | Ed Dyck            | Calgary Centennials    |
| 1969–70 | Reggie Leach       | Flin Flon Bombers      |
| 1968–69 | Bobby Clarke       | Flin Flon Bombers      |
| 1967–68 | Jim Harrison       | Estevan Bruins         |
| 1966–67 | Gerry Pinder       | Saskatoon Blades       |

Blå bakgrund innebär att spelaren samma år också belönades med CHL Player of the Year Award.
Anmärkningar
1. 1 2  WHL delade ut separata priser för östra respektive västra divisionen